# Erlang (unité)
Pour les articles homonymes, voir Erlang.
L'erlang (symbole E) est une unité sans dimension, utilisée en téléphonie comme une mesure statistique de la charge d'un équipement de commutation téléphonique quel qu'il soit (ligne, circuit, commutateur...).
Il est nommé d'après le mathématicien danois Agner Krarup Erlang (1878-1929), qui modélisa les réseaux téléphoniques et élabora la théorie des files d'attente.
L'erlang mesure le taux d'occupation d'un équipement de communication sur une période donnée. Un erlang correspond à l'occupation maximale d'un équipement permettant l'acheminement d'une seule communication téléphonique (ce qui, dans le cas de l'étude d'une période d'une heure, correspond par exemple à une communication d'une heure, ou à dix communications de six minutes). 
Ainsi :
- 1 erlang correspond à une communication téléphonique permanente sur la durée d'observation.
- 0,3 erlang correspond à l'utilisation de l'équipement pendant 30 % du temps considéré, par exemple, pour une heure d'observation, à une communication de 18 minutes.
- 10 erlangs correspondent à l'occupation permanente d'un ensemble de dix équipements pendant la durée d'observation, ou bien à l'occupation  d'un ensemble de vingt équipements en moyenne 50 % du temps pendant la durée d'observation.